# Загребины
Загребины — деревня в Свечинском районе Кировской области.

## География
Расположена на расстоянии примерно 7 км по прямой на юг-юго-восток от районного центра поселка Свеча.

## История
Известна с 1873 года как починок Беловской 1-й (Загребяна), дворов 3 и жителей 26, в 1905 (Беловской 3-й или Загребины), в 1926 (деревня Загребинцы или займище Беловское 3-е) 22 и 117, в 1950 (Загребины) 24 и 76, в 1989 26 жителей. В 2006-2010 годах находилась в составе Юмского сельского поселения, в 2010-2019 Свечинского сельского поселения.

## Население
Постоянное население составляло 29 человек (русские 100%) в 2002 году, 11 в 2010.